# União dos Palmares
União dos Palmares là một đô thị thuộc bang Alagoas, Brasil. Đô thị này có diện tích 427,83 km², dân số năm 2007 là 60403 người, mật độ 141,19 người/km².